# American Nightmare 5 : Sans Limites
Série American Nightmare
American Nightmare 4 : Les Origines
(2018)
Pour plus de détails, voir Fiche technique et Distribution.
American Nightmare 5 : Sans Limites, ou La Purge Éternelle au Québec, (The Forever Purge) est un thriller horrifique américain réalisé par Everardo Gout et sorti en 2021.
Le film se déroule en 2048. Toute la nuit, la population américaine pourra s'entretuer. Cela n'empêche pas des gens de trouver cette pratique barbare. C'est le cas de la famille Tucker, qui possède un ranch au Texas. Malgré tout, le fils Dylan aimerait bien remettre à sa place Juan, un travailleur mexicain qui travaille pour son père. Cette année, cette tradition sera bien différente, car elle risque de continuer bien au-delà du temps permis. Lorsque les États-Unis sont mis à feu et à sang, la survie de la population passera par une migration vers le Mexique et le Canada.
C'est le cinquième volet de la série de films American Nightmare, entamée en 2013 avec le film du même titre, également écrit par James DeMonaco. Il prend place chronologiquement après les événements du troisième film de la franchise, American Nightmare 3 : Élections.

## Synopsis
En 2048, huit ans après l'élection Présidentielle de Charlie Roan, les Nouveaux Pères Fondateurs d'Amérique (NFFA) ont repris le contrôle du Gouvernement Américain et ont réinstitué la Purge annuelle avec ses règles d'origine. La suprématie raciale et le nativisme ont augmenté dans tout le pays après leur réélection, et beaucoup en dehors du parti au pouvoir craignent que la prochaine Purge inflige plus de dégâts au pays que ne le réalise la NFFA. Le couple de migrants mariés, Juan et Adela, traversent illégalement la frontière du Texas pour échapper à un cartel de la drogue mexicain et se construire une nouvelle vie, Juan travaillant comme ouvrier agricole dans le ranch de la famille Tucker tandis qu'Adela commence à travailler près d'Austin.
Dix mois plus tard, à la veille de la prochaine Purge annuelle, Juan et Adela rejoignent une communauté de migrants derrière un sanctuaire fortifié avec une sécurité armée pour les protéger. Alors que la Purge commence, Adela est témoin d'un groupe nationaliste de Purgeurs, qui se déclare être une « Purge Purification Force » (PPF) qui a l'intention de tuer ceux qu'il considère comme non-Américains. Le groupe passe sans hostilité et la communauté de migrants survit à la Purge sans incident. Le matin venu, Juan et Adela retournent à leur travail, mais tous deux remarquent que bon nombre de leurs collègues ne se sont pas présentés au travail. Peu de temps après, Adela est attaquée par deux Purgeurs mais elle est secourue par son patron Darius avant que les deux ne soient arrêtés par la police pour avoir tué leurs agresseurs.
Pendant ce temps, Juan et son collègue migrant, TT, découvrent que la famille Tucker a été prise en otage par leurs ouvriers agricoles, qui se révèlent être des Purgeurs ayant l'intention de s'approprier le ranch. Le propriétaire du ranch, Caleb Tucker, se sacrifie et distrait les Purgeurs assez longtemps pour que Juan et TT sauvent son fils Dylan, la femme enceinte de Dylan, Cassie, et sa sœur Harper, qui leur proposent de les conduire à la recherche d'Adela. L'actualité nationale a du mal à comprendre pourquoi les civils continuent de célébrer la Purge après sa fin. Le groupe sauve Adela et Darius après que le fourgon de police les transportant soit pris en embuscade par d'autres Purgeurs. Darius reste à la recherche de sa famille pendant que les autres s'échappent d'un Austin en feu. Dans une station-service, ils entendent des reportages sur le chaos, les meurtres et la destruction dans les cinquante États américains, avec les services d'urgence locaux débordés, dans un événement décrit comme Ever After Purge. Pour protéger les civils non-Purgeurs, le Canada et le Mexique ont ouvert leurs frontières pour les six prochaines heures, après quoi les frontières se fermeront et l'entrée serait refusée. Le groupe décide de s'échapper à travers la frontière mexicaine par El Paso.
Au moment où le groupe arrive dans un El Paso chaotique, la NFFA a condamné la Purge Ever After après que leurs personnalités politiques et représentants ont été pris pour cible, et invoque la Loi Martiale à travers les États-Unis dans le but de contenir la violence. Combattant à travers El Paso, Adela et Cassie sont séparées du groupe par les forces militaires tandis que Juan, TT, Dylan et Harper sont capturés par le PPF, avec leur chef (appelé Alpha) offrant à Dylan et Harper une chance de vivre s'ils tuent TT et Juan. Lorsqu'ils refusent, les Purgeurs assassinent TT avant que l'armée n'intervienne, permettant au groupe de s'échapper. Cependant, l'armée est obligée de se retirer lorsque leur base est détruite par d'autres Purgeurs. En réponse, les gouvernements canadien et mexicain annoncent la fermeture anticipée de leurs frontières, laissant ceux qui ont tenté de la traverser vulnérables aux Purgeurs.
Au centre-ville, Adela protège Cassie des autres Purgeurs, révélant qu'elle et Juan avaient déjà été membres de groupes d'autodéfense qui les a entraînés à lutter contre les cartels de la drogue mexicains avant leur arrivée aux États-Unis. Les survivants se réunissent tous dans un refuge caché géré par une tribu amérindienne voisine. Leur chef propose de transporter tout le monde à travers la frontière en tant que réfugiés. Avec le PPF à leur poursuite, Juan, Adela et Dylan restent avec d'autres survivants pour laisser le temps aux autres réfugiés de s'échapper. Les deux groupes s'engagent dans une fusillade jusqu'à ce que leurs munitions soient épuisées et les attirent dans un combat rapproché avec des armes de poing. Dans la bataille qui s'ensuit, les Purgeurs sont tués et Alpha prend Adela en otage. Cependant, Juan et Dylan travaillent ensemble pour maîtriser et tuer Alpha, sauvant Adela. Le trio rejoint les autres dans un camp de réfugiés de l'autre côté de la frontière mexicaine où Dylan retrouve Harper et Cassie. Cette dernière révèle qu'elle avait accouché pendant leur séparation.
Avec tout le pays en flammes, la NFFA est blâmée et dissoute pour la violence prolongée. Des reportages indiquent que plus de deux millions d'Américains ont traversé les frontières canadienne et mexicaine en tant que réfugiés tandis que d'autres se sont rassemblés pour riposter contre les Ever After Purgers.

## Fiche technique
- Titre original : The Forever Purge
- Titre français : American Nightmare 5 : Sans Limites
- Titre québécois : La Purge Éternelle[1]
- Réalisation : Everardo Gout (de)
- Scénario : James DeMonaco
- Direction artistique : Susan Alegria et Clint Wallace
- Décors : Jennifer Spence
- Costumes : Leah Butler
- Photographie : Luis David Sansans
- Montage : Todd E. Miller et Vincent Tabaillon
- Musique : The Newton Brothers
- Production : Michael Bay, Jason Blum, Andrew Form, Brad Fuller et Sébastien K. Lemercier
- Sociétés de production : Perfect World Pictures, Blumhouse Productions et Platinum Dunes
- Société de distribution : Universal Pictures
- Budget : 18 millions de dollars
- Box-office : 35 millions de dollars (en cours)
- Pays de production :  États-Unis
- Langues originales : anglais
- Format : couleur — 1,85:1 — son Dolby Digital / Dolby Surround 7.1 / Dolby Atmos
- Genre : Action, horreur, thriller et science-fiction
- Durée : 103 minutes
- Dates de sortie :
  - États-Unis, Québec : 2 juillet 2021
  - France : 4 août 2021
- Classification : 
  - Québec : 13+ (violence) par la Régie du cinéma[1]
  - États-Unis : R (Restricted) par le MPAA
  - France : interdit aux moins de 12 ans avec avertissement

## Distribution
- Ana de la Reguera (VF : Charlotte Correa ; VQ : Éveline Gélinas) : Adela
- Tenoch Huerta Mejía (VF : Benjamin Penamaria ; VQ : Kevin Houle) : Juan
- Josh Lucas (VF : Jochen Hägele ; VQ : Patrice Dubois) : Dylan Tucker
- Cassidy Freeman (VF : Laurence Dourlens ; VQ : Sofia Blondin) : Cassidy « Cassie » Tucker
- Leven Rambin (VF : Noémie Orphelin ; VQ : Kim Jalabert) : Harper Tucker
- Alejandro Edda (VF : Marc Plas ; VQ : Philippe Martin) : T.T.
- Will Patton (VF : Hervé Jolly ; VQ : Benoît Rousseau) : Caleb Tucker
- Sammi Rotibi (VF : Baudouin Sama ; VQ : Fayolle Jean Jr.) : Darius Bryant
- Will Brittain (en) (VF : Marc Arnaud ; VQ : Hugolin Chevrette-Landesque) : Kirk
- Zahn McClarnon (VF : François Delaive ; VQ : Manuel Tadros) : Chiago Harjo
- Jeffrey Doornbos (VF : Éric Aubrahn ; VQ : Thiéry Dubé) : Elijah « Alpha » Hardin
- Susie Abromeit (VF : Garance Thénault) : Mme Hardin

Version française dirigée par Nathalie Régnier au studio Dubbing Brothers, d'après une adaptation des dialogues de François Vidal et Thierry Olieu.
Version québécoise dirigée par Valérie Bocher au studio Difuze, d'après une adaptation des dialogues de David Axelrad.
Sources et légende : version française (VF) sur RSDoublage, version québécoise (VQ) sur Doublage Québec

## Production
Fin 2016, après la sortie du 4e volet, qui est un succès au box-office, le producteur, Jason Blum confirme l'idée d'un cinquième film.

## Suite
Alors que ce film devait être le dernier, un sixième film est annoncé et sera réalisé par James DeMonaco. Ce sera le dernier film de la saga. Pour l'instant nous savons que le film se déroulera dans une Amérique divisée selon la sexualité, l'idéologie et la religion de chacun et plus centré sur Leo Barness interprété par Frank Grillo. Le film devrait sortir en 2026.

## Accueil

### Box-office
| Pays ou région | Box-office      | Date d'arrêt du box-office | Nombre de semaines |
| -------------- | --------------- | -------------------------- | ------------------ |
| États-Unis     | 44 539 245 $    | 30 septembre 2021          | 13                 |
| France         | 435 238 entrées | 22 septembre 2021          | 7                  |
| Total mondial  | 76 994 245 $    | 30 septembre 2021          | 13                 |

Après 3 semaines en salle, le film cumule un total de près de 50 millions de dollars de recette mondiale. Ce chiffre, bas, est tout de même satisfaisant pour un film sorti en salle en pleine pandémie et pour un film avec un budget de 18 millions de dollars[réf. nécessaire].